# Zadziele
Zadziele – dawna wieś w powiecie żywieckim, obecnie prawie w całości zatopiona przez wody Jeziora Żywieckiego. Jej niewielki fragment, określany jako Działy Zadzielskie, wchodzi w skład żywieckiej dzielnicy Moszczanica.

## Historia

### Początki miejscowości i okres do I wojny światowej
W 1608 Mikołaj Komorowski, będący ówczesnym właścicielem państwa żywieckiego, założył na terenie Starego Żywca folwark nazywany później Starożywieckim, przesiedlając kmieci z zajętego przez niego terenu na obszar zlokalizowany „za działem”. Założona przez niego w ten sposób osada przyjęła nazwę Zadziele. Graniczne umieszczenie miejscowości podkreślane było w „Dziejopisie Żywieckim” Andrzeja Komonieckiego. Umieszczono tam również informację, że mieszkańcy wsi zajmują się przewożeniem różnych materiałów. Z pobliskich lasów pozyskiwano drewno, które spławiano wodami Soły. Ludność osady trudniła się także rolnictwem, hodowlą zwierząt oraz rzemiosłem.
Wieś rozlokowana była nad potokiem Moszczanka oraz rzeką Łękawką. Te dwa cieki wodne wpadały na terenie miejscowości do Soły, która określała jej zachodnią granicę. Osada w początkach swojego istnienia posiadała powierzchnię około 250 ha, z czego około ⅓ była regularnie zalewana przez występującą z brzegów Sołę. W zachodniej części miejscowości, między Sołą a drogą z Żywca do Kęt, zlokalizowane były trzy stawy, nazywane „dworskimi”. Od północy wieś sąsiadowała ze stokami pobliskich gór, za którymi znajdowała się Tresna, od północnego wschodu – z Oczkowem, od wschodu – z Łękawicą, od południowego wschodu – z Moszczanicą, a od południa – ze Starym Żywcem.
W inwentarzu opublikowanym w 1712 Zadziele było wsią wchodzącą w skład klucza starożywieckiego. Było osadą rolną, a chłopi w niej zamieszkali mieli obowiązek posiadania konia. Pańszczyzna była odrabiana przez 14 rolników po półtora dnia tygodniowo. Na rzecz dworu pracowali również młynarze oraz pozostała ludność trudniąca się działalnością pozarolniczą. W 1727 miejscowość była objęta klęską głodu, co zostało odnotowane przez Andrzeja Komonieckiego.
Zadziele znajdowało się w rozwidleniu dwóch mocno uczęszczanych traktów – zachodniego z Żywca do Kęt („dolna droga”) i wschodniego, prowadzącego z Żywca do Łękawicy, a dalej dzielącego się w kierunku Andrychowa oraz Suchej („górna droga”). Obie wspomniane trasy były połączone przez biegnącą prostopadle do nich bitą drogę, poprowadzona w pobliżu Łękawki, wzdłuż której to ulicy rozlokowane zostały zabudowania Zadziela. Skrzyżowania drogi wiejskiej z traktami stanowiły centralne punkty miejscowości. Nad przepływającymi przez miejscowość rzekami przewieszone były drewniane mosty.
W wyniku klęski głodu w Galicji w latach 40. XIX wieku mieszkańcy Zadziela żywili się korzeniami perzu, lebiodą i korą niektórych gatunków drzew. Wieś dotknęła wówczas epidemia cholery, w wyniku której zginęło wielu jej mieszkańców. Z powodu ogromnej zgonów w wyniku epidemii, zmarli nie byli chowani na cmentarzu parafialnym w Starym Żywcu, lecz grzebano ich w mogiłach urządzonych pod lasem na terenie Zadziela. Kamienne krzyże na grobach powstałego w ten sposób cmentarza cholerycznego zostały zachowane do czasu zatopienia miejscowości.
Pańszczyzna została tu zniesiona w 1848, jednak mieszkańcom wsi zabroniono korzystać z lasu, znajdującego się w prywatnym posiadaniu właścicieli dóbr żywieckich. Otrzymali jednak możliwość korzystania z tzw. lasu ekwiwalentowego, w którym prace były ściśle regulowane i odbywały się pod nadzorem służb leśnych. W 1888 r. wieś Zadziele składała się z 96 domów zamieszkałych przez 633 osób (311 mężczyzn i 322 kobiety). 25 osób było żydami, a pozostali należeli do kościoła rzymskokatolickiego.
W końcu XIX wieku wygląd wsi uległ zmianie na skutek powstania na jej terenie licznych budynków murowanych, które zaczęły przeważać w miejscowości charakteryzującej się do tej pory przeważnie drewnianym budownictwem. W dolnej części wsi usytuowany był drewniany budynek, w którym gdzie pobierano opłatę za przejazd (myto), a pozyskany w ten sposób dochód przeznaczany był na remonty miejscowych dróg. Pobór opłat prowadzony był do 1918.
31 grudnia 1910 Zadziele zamieszkiwało 766 osób. Przed wybuchem I wojny światowej utworzona tu została szkoła, co odnotowane zostało w roczniku „Szematyzm Królestwa Galicji i Lodomerii z Wielkim Księstwem Krakowskim”. Była to jednoklasowa szkoła ludowa, działająca w drewnianym domu prywatnym należącym do rodziny Siwków, zlokalizowanym w przysiółku Myto przy drodze w kierunku Tresnej. Szkoła prowadziła naukę czytania, pisania oraz liczenia, a zajęcia odbywały się jedynie podczas miesięcy zimowych, ponieważ w pozostałym okresie uczniowie zajęci byli pracami polowymi oraz wypasem bydła, kóz i gęsi. 
Podczas I wojny światowej część mieszkańców została wcielona do armii. Wstępowano również dobrowolnie do oddziałów polskich, prowadzących walkę na rzecz niepodległości. W 1917 miała miejsce tu epidemia czerwonki. W efekcie w kościele w Starym Żywcu odbywały się wówczas nawet dwa pogrzeby dziennie jej ofiar.

### Zadziele w dwudziestoleciu międzywojennym
Po zakończeniu I wojny światowej nastąpił dynamiczny rozwój społeczności Zadziela, związany z zatrudnianiem się miejscowej ludności w tutejszej fabryce i zakładach rzemieślniczych, a także w zakładach przemysłowych zlokalizowanych w Żywcu i Bielsku. W przeciwieństwie do mieszkańców zatrudnionych w przemyśle, sytuacja ludności rolniczej na terenie miejscowości nie należała do korzystnych w wyniku częstych wylewów Soły niszczących uprawy, co skutkowało głodem miejscowych rolników. Kobiety z Zadziela zatrudniane były jako dworskie pracownice dorywcze, pracując przy zbiorach buraków i ziemniaków lub przy żniwach za bardzo niskie wynagrodzenie. Młode dziewczęta podejmowały pracę jako służące w żydowskich domach na terenie Zabłocia, a ich zapłatą było często jedynie wyżywienie i odzież.
Mieszkańcy praktykowali organizację nocnych wart w celu zawiadomienia społeczności w przypadku pożaru i w celu ochrony ich przed kradzieżami. Wartę prowadziły dwie osoby delegowane z kolejnych domów, które zajmowały się patrolowaniem miejscowości, a w razie potrzeby ogłaszały alarm poprzez dęcie w róg. Działała tu także jednostka straży pożarnej, do której wyposażenia w latach 20. XX wieku należała jedynie ręczna pompa oraz bosaki. Przesyłki pocztowe na terenie Zadziela roznoszone były przez listonosza, określanego tu mianem „pocztyliona”. Przechodził on przez wieś na piechotę i ogłaszał przesyłkę za pomocą trąbki, wywołując adresata do wyjścia po nią. Ogłoszenia urzędowe były odczytywane przez chłopca wyposażonego w bębenek, którego dźwiękiem zwoływał ludzi z okolicznych domów i odczytywał wiadomość. Czynność tę powtarzał co kilka gospodarstw.
Uroczystości odbywające się we wsi były organizowane w wystawny sposób. Uczestniczący w nich mężczyźni ubierali służbowe mundury, natomiast niezamężne kobiety zakładały strój krakowski. Dla młodszych dziewczynek przeznaczone były białe sukienki.
Zgodnie z wynikami Pierwszego Powszechnego Spisu Ludności z 1921, miejscowość zamieszkiwana była przez 711 osób, z których 705 zadeklarowało narodowość polską, 3 – niemiecką, a kolejne 3 osoby – żydowską. Znajdowało się tu wówczas 140 budynków mieszkalnych, z których 3 pozostawały niezamieszkałe.
Na początku lat 20. XX w. powstał własny budynek dla szkoły powszechnej, który został wyposażony w pięć sal lekcyjnych i od tego czasu rozpoczęto tu prowadzenie zajęć przez cały rok szkolny. Uczniowie w klasach byli w różnym wieku, najstarsi siadali z tyłu klasy. W szkole znajdowały się przybory, takie jak tabliczki, rysiki, kreda. Nauka trwała sześć lat, po których zdobywano dyplom jej ukończenia. Okres ten mógł być jednak skracany. Ponadto na poczet kolejnego roku edukacji zaliczano dwukrotne uczęszczanie do klasy o stopień niższej. Odbywały się lekcje religii, które prowadził proboszcz parafii w Starym Żywcu. Dawny obiekt szkolny został natomiast przeznaczony na restaurację, którą prowadziła rodzina Słonków.
Społeczność miejscowości należała do dobrze zorganizowanych. Początkiem lat 30. XX w. dzięki Józefowi Wandzlowi, angażującemu się w pracę społeczną na terenie wsi, w Zadzielu działalność rozpoczęła chłopska Kasa Stefczyka oraz Kółko Rolnicze, które dokonywało zakupu sprzętów mechanicznych, usprawniających pracę, jak tryjer oraz młockarnia, wyprodukowana przez zakłady „Cegielski”. Maszynowym młóceniem zboża zajmowali się także bracia Wojciech i Ludwik Tomaszkowie, posiadający silnik spalinowy oraz maszynę wąskomłotną i prowadzący obwoźne młócenie w stodołach miejscowych gospodarzy. We wsi wprowadzono do użytku nawozy sztuczne, zaczęto też sadzenie nowych odmian ziemniaków. Aktywną działalność prowadziła tu Polska Partia Socjalistyczna. Miejscowość odwiedził ponadto Wincenty Witos.
Zadziele pozbawione było własnego lekarza. Po porady lekarskie udawano się do Żywca, jednak w związku z wysokim kosztem usługi, często korzystano z pomocy miejscowych znachorów. W miejscowości działalność prowadziła położna, jednak pomimo tego panowała wysoka śmiertelność niemowląt i kobiet po porodzie. Sytuacja uległa poprawie po 1930, kiedy wprowadzone zostały obowiązkowe szczepienia przeciwko ospie. Mieszkańcy cierpieli jednak nadal na gruźlicę oraz dur brzuszny, którego epidemia nawiedziła wieś w 1934. Jednocześnie rozpowszechniła się tu wówczas pryszczyca, w wyniku której zmarło licznie bydło domowe.
Do 1934 Zadziele stanowiło siedzibę gminy jednowioskowej. Po wprowadzeniu gmin zbiorowych, 1 sierpnia 1934 wieś weszła w skład gminy Sporysz.
W dwudziestoleciu międzywojennym zabudowa miejscowości składała się zarówno z obiektów murowanych, jak i drewnianych budynków krytych gontem i słomą. Znajdowały się tutaj również nadal chaty kurne z klepiskiem, z których ostatnia została zachowana do momentu budowy Jeziora Żywieckiego. W latach 30. XX wieku przy skrzyżowaniu z drogą do Kęt zlokalizowane były budynki szkoły podstawowej, komisariat policji zatrudniający trzech policjantów, restauracja oraz dwie betoniarnie, zajmujące się m.in. wytwarzaniem dachówek. Przy górnym skrzyżowaniu z drogą do Andrychowa i Suchej mieścił się sklep spożywczy Józefa Wandzla, karczma Żyda Rufaizena, piekarnie piekarnia Tyca i Józefa Nowaka, masarnia Franciszka Nowaka oraz Fabryka Mebli. Podstawę pożywienia ludności stanowiły własne plony, hodowano warzywa i owoce.
Organizacją działalności kulturalnej na terenie Zadziela zajmował się Jan Jakubiec, pełniący od 1933 stanowisko kierownika miejscowej szkoły, wraz z pracującą w niej nauczycielską Strużyńską oraz Ludwikiem Czarnotą, miejscowym aktorem i inicjatorem przedstawień teatralnych, pełniącym także funkcję strażaka. Wystawiane były przestawienia okolicznościowe. Z okazji Święta Narodowego Trzeciego Maja oraz Narodowego Święta Niepodległości miały miejsce akademie patriotycznie oraz pochody młodzieży z lampionami przez miejscowość.
W latach 1934–1935 wieś została zelektryfikowana. Po 1935 sytuacja materialna mieszkańców Zadziela uległa dalszej poprawie. Zainaugurowano komasację gruntów, a także rozpoczęto uregulowanie koryta Łękawki oraz budowę Domu Spółdzielni, a przy pracach tych zatrudnienie znalazła miejscowa ludność. W okresie międzywojennym dokonano ponadto poszerzenia drogi oraz budowy strażnicy Ochotniczej Straży Pożarnej. We wschodnim rejonie miejscowości funkcjonował zakład wyrobów metalowych Ignacego Czarnoty, wyrobów kuchennych, drucianych i siatek Rusa, tokarstwa drzewnego Wiktora Buczka, produkcji dachówek Jana Masnego i wyrobów betoniarskich Władysława Jędryski. W tym okresie do znanych miejscowych rzemieślników należeli ponadto stolarz Jan Polanko, szewc Strykacz, kowal Matuszek, krawiec Stanisław Nowak i kamieniarz Franciszek Łatanik.

### II wojna światowa
Po wybuchu II wojny światowej i rozpoczęciu kampanii wrześniowej wojska niemieckie dotarły do Zadziela 4 września 1939. Na terenie wsi miała miejsce potyczka wycofujących się oddziałów Korpusu Ochrony Pogranicza i Batalionu Obrony Narodowej „Żywiec” Armii „Kraków” z siłami niemieckimi, w wyniku której śmierć poniosło 5 żołnierzy polskich oraz kilkoro niemieckich. Zmarli żołnierze narodowości polskiej zostali pochowani w pobliżu miejscowej kaplicy, na terenie przysiółka Rakoczka.
Wraz z wkroczeniem wojsk niemieckich 4 września 1939 tutejsza szkoła powszechna została zamknięta. Ponownie uruchomiono ją 1 października tego samego roku. Inspektorem szkolnym mianowano Michała Horodyskiego, Ukraińca, poprzednio pełniącego posadę nauczyciela w Gimnazjum w Żywcu. Nauczycielem został Stanisław Opielowski, którego w 1940 wywieziono do obozu w Dachau, a następnie Mauthausen-Gusen.
Wiosną 1940 w obozach koncentracyjnych zostali uwięzieni niektórzy z miejscowych działaczy Polskiej Partii Socjalistycznej. Mieszkańcy wsi byli również wywożeni przez okupanta na roboty przymusowe na terenie Niemiec.
Administracja niemiecka 30 listopada 1940 powołała gminę Zadziele, w skład której poza samą miejscowością weszły również Czernichów, Międzybrodzie, Moszczanica, Oczków, Tresna (wcześniej w gminie Sporysz), Kocierz ad Rychwałd (z gminy Ślemień), Kocierz ad Moszczanica, Łękawica, Łysina, Okrajnik  i Rychwałd (w wyniku likwidacji gminy Gilowice). 1 lipca 1941 odtworzona została gmina Gilowice, do której na powrót weszły Łękawica, Łysina, Okrajnik i Rychwałd.
W wyniku Akcji Saybusch w 1941 cała ludność rolnicza Zadziela została wysiedlona do Generalnego Gubernatorstwa lub Prus Wschodnich. Masowe wysiedlenia rozpoczęły się tu 5 października 1940, kiedy wywieziono trzy rodziny, a ich domy przekazano do zamieszkania zatrudnionym w policji. Wysiedlenia przebiegały z zaskoczenia, najczęściej w nocy lub rano, a osoby nimi dotknięte miały jedynie kilkanaście minut na ubranie się oraz spakowanie rzeczy potrzebnych do wyjazdu. Dawano im możliwość zabrania tylko bagażu podręcznego lub niewielkiej części dobytku. Na miejscu docelowym umieszczano nawet po trzy rodziny w jednym domu. W listopadzie 1941 wysiedlono szesnaście rodzin, które ulokowano w Oczkowie, Moszczanicy, Kocierzu i Tresnej. Kolejne wywózki miały miejsce w marcu 1942 i objęły 13 rodzin, które zostały skierowane do Kocierza i Polenlagrów.
Podczas okupacji niemieckiej prowadzono prace budowlane związane z korektą przebiegu drogi wiodącej ze Starego Żywca oraz regulacją Łękawki. Prace te były sabotowane przez zatrudnionych przy nich członków polskich organizacji podziemnych.
Końcem lutego 1945 mieszkańcy Zadziela zostali ewakuowani z powodu zbliżania się tu frontu. Podczas przejścia frontu wschodniego w 1945 wojska radzieckie podejmowały trzy nieudane próby zdobycia miejscowości. Operacja powiodła się za czwartym razem, kiedy oddziały niemieckie zostały wypchnięte na teren Działów Zadzielskich, a następnie do Starego Żywca. Niemieckie wojsko podjęło następnie starania w celu odbicia Zadziela z rąk Armii Czerwonej, jednak oddział radziecki wyposażony w jedynie dwa czołgi i jedno działo był w stanie odeprzeć Niemców. W obronie wsi przez odbiciem czynny udział brała miejscowa społeczność, która ostrzeliwała atakujące niemieckie oddziały bronią zabraną zmarłym żołnierzom. W trakcie trwania II wojny światowej śmierć poniosło około 20 osób pochodzących z tej miejscowości.
Po zakończeniu okupacji powrócono do przedwojennego podziału administracyjnego i gmina Zadziele została zniesiona na mocy Dekretu PKWN z 21 sierpnia 1944 r. o trybie powoływania władz administracji ogólnej, który zakładał, że wszelkie zmiany w podziale administracyjnym wprowadzone przez okupanta winne zostać uchylone.

### Okres powojenny
W kwietniu 1945 ewakuowani mieszkańcy rozpoczęli powracać do wsi, jednak ich domy i gospodarstwa pozostawały splądrowane bądź zniszczone w wyniku działań wojennych lub wyburzenia podczas urządzania gospodarstw dla nowych osadników niemieckich. Ludzie wracali do Zadziela pozbawieni dotychczasowego dobytku i środków do życia, przystępując do odbudowy domów. W celu pozyskania żywności odwiedzali inne, często odległe wsie. Prace polowe wykonywano ręcznie, ciągnąc za sobą pługi i brony. Z rzadka do narzędzi tych zaprzęgano nieliczne pozostałe tu krowy. Część z dotychczasowych mieszkańców miejscowości wyemigrowała na Ziemie Odzyskane, głównie w okolice Grodkowa.
Po zakończeniu działań wojennych, przy miejscowej kaplicy, w miejscu pochowania żołnierzy poległych podczas walki z niemieckim oddziałem we wrześniu 1939, został wzniesiony pomnik z napisem „Ojczyzno, tu leżą twe syny, twym sprawom posłuszni do ostatniej godziny”. Kierownikami prac przy budowie pomnika byli Ludwik Gałuszka i Julian Krysta, a obiekt został wykonany przez miejscowego kamieniarza, Franciszka Łatanika. Jego ogrodzenie powstało w fabryce mebli stalowych. Pomnik został odsłonięty 1 września 1946. Tego dnia o godzinie 6:00 żołnierze Armii Krajowej dokonali złożenia przy nim wrzosowego wieńca i oddali salwę honorową. Odbyła się msza polowa, a po jej zakończeniu o godzinie 9:00 dokonano uroczystego odsłonięcia pomnika, w którym uczestniczyli żołnierze Korpusu Bezpieczeństwa Wewnętrznego.
Po zakończeniu wojny Zadziele doświadczyło rozwojowi o największym poziomie z wszystkich miejscowości powiatu. Zostało ponownie przyłączone do sieci energetycznej, co umożliwiło wznowienie pracy fabryki mebli, która rozpoczęła produkcję m.in. wózków dziecięcych. Powrócono do rozpoczętej przed wojną budowy Domu Ludowego, a w budynku tym powstała również spółdzielnia handlowa – Gminna Spółdzielnia „Samopomoc Chłopska”, dzięki czemu reaktywowano działalność sklepów. Stanowisko prezesów spółdzielni pełnili Marcin Sapeta i Ignacy Czarnota. Dzięki umocnieniu brzegów Soły ograniczone zostały skutki powodzi. Na terenie wsi zmniejszyło się bezrobocie, jednak w początkowym okresie zaraz po wojnie wynagrodzenie pracowników stanowiła jedynie żywność. Przywrócono prowadzenie działalności kulturalnej, której organizatorem został kierownik szkoły, Jan Jakubiec, więziony podczas wojny w obozie Murnau, a po jej zakończeniu przywrócony na poprzednie stanowisko. Miały miejsce przedstawienia i zabawy. Wielu absolwentów miejscowej szkoły podstawowej kontynuowało naukę w liceach i szkołach zawodowych na terenie Żywca i Bielska, a niektórzy z nich podjęli studia na uczelniach wyższych, obejmując później wyższe stanowiska w dziedzinie przemysłu i administracji.
Po 1949 i centralizacji zarządzania spółdzielniami, otwarty został w Zadzielu pierwszy na terenie powiatu żywieckiego dom towarowy. Gminna Spółdzielnia „Samopomoc Chłopska” w Zadzielu uruchomiła następnie na jego obszarze dziesięć kolejnych pawilonów handlowych.

### Decyzja o zatopieniu miejscowości
Około 1957 pojawiły się pierwsze informacje na temat planów zatopienia terenu miejscowości w wyniku powstania tu zbiornika retencyjnego. Ostateczna decyzja o utworzeniu jeziora zapadła w końcu czerwca 1958, kiedy teren ten mocno ucierpiał w wyniku powodzi, a na miejsce przybył premier Józef Cyrankiewicz. Wkrótce zakazane zostało stawianie nowych budynków oraz remonty istniejących. Rozpoczęte zostały pomiary nieruchomości oraz kalkulacja odszkodowań, która została przeprowadzona na bardzo niekorzystnych dla mieszkańców warunkach, często uniemożliwiając im zakup nowych działek i zmuszając niektórych z nich do zamieszkania w blokach na terenie Żywca.
Podczas odbywających się tu zebrań wiejskich ludność miejscowości wyrażała chęć budowę nowych domów na terenie Działów Zadzielskich, położonym wyżej fragmencie wsi o powierzchni około 300 ha, jednak nie uzyskali oni na to zgody. Ze strony władz sugerowano, że obszar ten może paść ofiarą rozmycia przez wody jeziora, proponując osadnictwo w Bieszczadach. Odmówiono również pomysłowi zagospodarowania dawnych pól dworskich na terenie Wieprza, a przewodniczący Powiatowej Rady Narodowej argumentował to potrzebą dostępu do świeżego powietrza dla zlokalizowanej tam hodowli koni. Ostatecznie dawna ludność Zadziela osiedliła się w około 40 miejscowościach, m.in. w Bulowicach, Goczałkowicach-Zdroju, Leśnej, Ogrodzonej, Pisarzowicach, Żywcu. Jednak największą liczbę dawnych mieszkańców Zadziela przesiedlono do Kóz, gdzie utworzono osiedle ich domów.
Zadziele zostało zalane wodami Jeziora Żywieckiego w 1966. Jedyny pozostały fragment wsi stanowią Działy Zadzielskie, wchodzące w skład żywieckiej dzielnicy Moszczanica, które zostały przeznaczone na teren rekreacyjny.

## Fabryka Mebli Stalowych „Wschód”

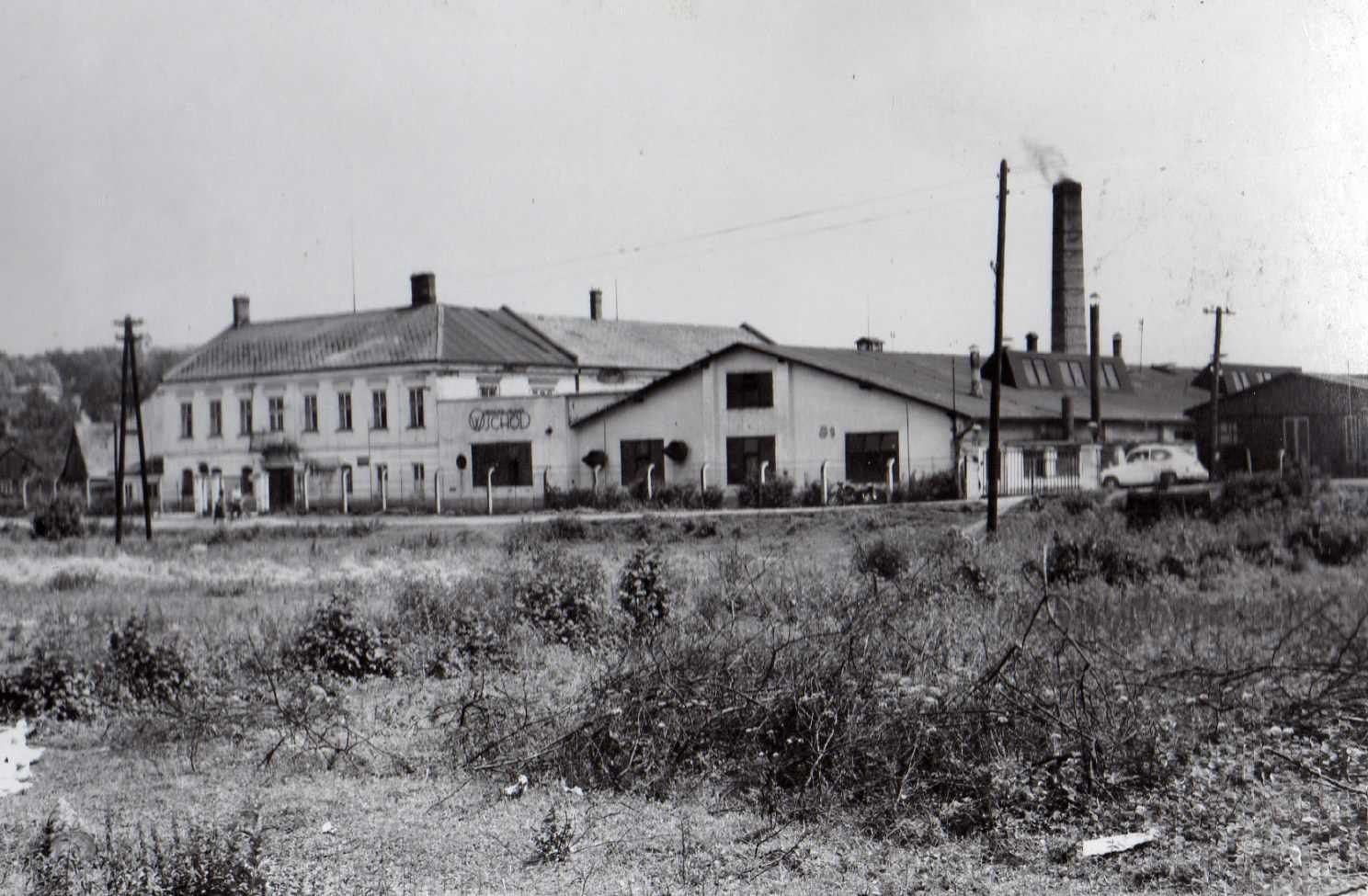
Fabryka Mebli Stalowych „Wschód”

W 1870 na terenie miejscowości została założona fabryka „Unger i Dattner”, wytwarzająca produkty chemiczne. W 1901 jej działalność została rozwinięta o dodatkową produkcję zapałek. W 1921 została ona sprzedana przez właścicieli, a jej nabywcą stała się spółka „Mücke-Melder”, która zajęła się tu wytwarzaniem siatki i metalowych łóżek, a od 1932 również mebli chromowanych i niklowanych z rur stalowych na licencji firmy Thonet. W 1939 w zakładzie pracowało około 300 osób. W wyniku wybuchu II wojny światowej profil działalności przeznaczono na potrzeby wojskowe. Po zakończeniu działań wojennych budynki fabryczne pozostawały zdewastowane, a ich wyposażenie częściowo wywiezione do ZSRR. Zabudowania zostały zabezpieczone przez dotychczasowych pracowników zakładu, a następnie przystąpiono do ich odbudowy. W 1946 produkcja została wznowiona, co nastąpiło dzięki ponownemu przyłączeniu fabryki do sieci energetycznej. Kontynuowano wytwarzanie produktów powstających tu w okresie międzywojennym. Jeszcze w 1946 zakład znacjonalizowano i przyjął on nazwę Fabryki Mebli Stalowych „Wschód” w Zadzielu k/Żywca. Od 1947 zainaugurowana została produkcja wyposażenia dla branży medycznej, wytwarzać rozpoczęto łóżka szpitalne, których udział w całości produkcji w kolejnym okresie stopniowo zwiększano. W 1958 zarząd nad przedsiębiorstwem objęło Ministerstwo Zdrowia. W efekcie przeznaczenia terenu miejscowości pod zalew, postanowiono o przeniesieniu zakładu, w związku z czym jego nowa siedziba została otwarta w 1 sierpnia 1964 w Żywcu, a profil produkcyjny został zmieniony poprzez stopniowe zaprzestanie wytwarzania mebli hotelowych i biurowych, co poskutkowało przestawieniem całości produkcji na wyrób sprzętu szpitalnego. Zakład współcześnie nosi nazwę Famed Żywiec Sp. z o.o.

## Życie religijne
Według danych Pierwszego Powszechnego Spisu Ludności z 1921 wieś zamieszkiwało 711 osób, z których 700 mieszkańców deklarowało wyznanie rzymskokatolickie, natomiast 11 osób było żydami. Na terenie przysiółka Isep znajdował się żydowski dom modlitwy.
Mieszkańcy Zadziela będący wyznania rzymskokatolickiego należeli do parafii Wszystkich Świętych w Starym Żywcu. Na miejscu znajdowały się dwie kaplice. Jedna z nich, położona przy górnej drodze do Andrychowa i Suchej, wyposażona była w wieżę z umieszczonym w niej dzwonem, którego dźwięk oznajmiał mieszkańcom porę modlitwy Anioł Pański. Dzwonu używano także w celu ostrzeżenia przed zbliżającą się burzą i na alarm w wypadku pożaru. Dzwoniono również ogłaszając śmierć któregoś z mieszkańców. Funkcję obsługującego dzwon pełnił przez długi okres Ludwik Czarnota. Druga kaplica została wzniesiona w połowie XIX wieku przy drodze do Kęt, pod Działem Zadzielskim. Powstała nad źródłem, którego wodę uważano za uzdrawiającą, zwłaszcza z chorób oczu. Przez gospodarza Masnego, stanowiącego wówczas najzamożniejszego rolnika we wsi, do kaplicy zakupiony został obraz przestawiający Marię i będący kopią obrazu znajdującego się początkowo w klasztorze w Sokalu, a po jego likwidacji przywiezionego do Krakowa. Przy kaplicy tej organizowane były nabożeństwa majowe, a sporadycznie odprawiano także msze. Kaplica nad źródełkiem została zmodernizowana w 1935.
Nie praktykowano publikowania nekrologów, natomiast śmierć ogłaszana była przez chłopców rozgłaszających tę informację po wszystkich domach na terenie wsi. W pogrzebach jej mieszkańców często udział brali wszyscy członkowie miejscowej społeczności.

### Zwyczaje wielkanocne
Podczas Wielkiego Postu mieszkańcy Zadziela powstrzymywali się od spożywania mleka, mięsa i tłuszczu. Z okazji Niedzieli Palmowej wykonywane były wysokie palmy wielkanocne, zbudowane na leszczynowych lub świerkowych kijach, a pod względem ich wielkości ludność konkurowała między sobą. W Wielki Piątek dzieci praktykowały odwiedzanie innych domów, bijąc ich lokatorów przy pomocy rózg, co miało upamiętniać biczowanie Chrystusa. W Wielką Sobotę miało miejsce święcenie ognia, podczas którego dokonywano opalania świerkowych klocków, z których później w domach wykonywano krzyżyki, wbijane w tereny upraw zboża, mające zapewnić jego lepsze zbiory.

### Zwyczaje bożonarodzeniowe
Przygotowania do Świąt Bożego Narodzenia rozpoczynały się już miesiąc przez tym świętem, kiedy dzieci rozpoczynały wykonywanie gwiazd i szopek, używanych w trakcie kolędowania.
Początek kolacji wigilijnej wyznaczało pojawienie się na niebie pierwszej gwiazdy. Podczas wieczerzy dzielono się opłatkiem, składano wzajemnie życzenia oraz śpiewano kolędy. Następnie udawano się na pasterkę do kościoła Wszystkich Świętych w Starym Żywcu, niosąc świece lub wielobarwne lampiony.
W okresie bożonarodzeniowym praktykowano kolędowanie, którego uczestnicy skupiali się na odwiedzeniu jak największej ilości domów, ponieważ od tego uzależniona była wysokość sumy otrzymywanych przez nich w tym okresie datków. Odwiedzający domy kolędnicy często byli częstowani jedzeniem, a starsi z nich – alkoholem.

### Zwyczaje podczas innych świąt religijnych
Do tradycji noworocznych należało przebieranie się i przemieszczanie się z batami po miejscowości, zajmując się czynieniem żartów innym mieszkańcom, jak na przykład rozbieranie kół od wozu i wyniesienie ich na dach domu lub zablokowanie drzwi do mieszkania.
W Święto Zesłania Ducha Świętego dokonywano ozdabiania drzwi i okien domów przy pomocy gałązek lipy z dużymi liśćmi. Wieczorem drugiego dnia Świąt Zesłania Ducha Świętego organizowano palenie ognisk („sobótki”).

## Ludzie związani z Zadzielem
Daniel Rufeisen (Shmuel Oswald Rufeisen, Oswald Rufeisen), syn Eliasza Rufajsena i Fanny, po przyjęciu chrztu w Kościele rzymskokatolickim i wstąpieniu do Zakonu Karmelitów Bosych (1946, śluby wieczyste 1949, święcenia kapłańskie 1952) imię zakonne o. Daniel Maria od Najświętszego Serca Pana Jezusa (1922–1999). Przed wybuchem 2. wojny światowej członek (razem z dwójką braci) syjonistycznego ruchu Akiva. W 1959 r. wyemigrował do Izraela aby podjąć tam działalność duszpasterską. W 1962 r. wniósł sprawę przez Sąd Najwyższy Izraela o nadanie mu obywatelstwa na podstawie prawa powrotu. Sąd odmówił, uzasadniając decyzję przejściem Rufaisena na katolicyzm, co historyk Michael Stanislawski określił jako „fundamentalny epizod w historii Państwa Izraelskiego”.

## Przysiółki
Wieś posiadała liczne przysiółki:
- „Za Wodą” – w pobliżu rzeki Łękawki[6]
- „Pasieczki” – na południowy zachód od stawów dworskich, za potokiem Moszczanka[6]
- „Mokradle” – między Sołą, a stawami dworskimi[6]
- „Myszyniec” (również „Dolne Zadziele” lub „Myto”) – pomiędzy Sołą, Łękawką i stawami[6], nazwa wariantowa „Myto” pochodziła od działającego tu punktu poboru opłat za przewóz towarów trasą do Kęt, z którego dochód przeznaczany był na remonty dróg[3].
- „Rakoczka” – przy drodze w kierunku Moszczanicy[6]
- „Za Gowinami“ – nieopodal Soły, pomiędzy „Pasieczkami”, a drogą do Zarzecza[6]
- „Kolonia” – budynki zlokalizowane w pobliżu fabryki mebli[6], znajdowały się tu domy jej pracowników[3]
- „Bory” – osiedle na terenie współczesnych Działów Zadzielskich, wchodzących w skład miasta Żywiec[6]
- „Isep” – położony za Łękawką[3] i sąsiadujący od północy z Kolonią, zlokalizowane tam było boisko sportowe[6]
- „Podborze” (inaczej „Pod Grapą”) – obszar znajdujący się pod lasem przy granicy z Tresną[6], przy znajdującej się tam figurze[3]
- „Rędzina” – budynki przy granicy z Rędziną, przysiółkiem Moszczanicy[6]